# Lindbladià
En mecànica quàntica, l'equació de Gorini–Kossakowski–Sudarshan–Lindblad (equació GKSL, anomenada després de Vittorio Gorini, Andrzej Kossakowski, George Sudarshan i Göran Lindblad), l'equació mestra en forma de Lindblad, liouvilliana quàntica és una de les formes generals de Lindblad. Equacions mestres de Markovia que descriuen sistemes quàntics oberts. Generalitza l'equació de Schrödinger a sistemes quàntics oberts; és a dir, sistemes en contacte amb el seu entorn. La dinàmica resultant ja no és unitària, però encara compleix la propietat de conservar la traça i completament positiva per a qualsevol condició inicial.
L'equació de Schrödinger o, de fet, l'equació de von Neumann, és un cas especial de l'equació GKSL, que ha portat a especulacions que la mecànica quàntica es pot estendre i ampliar de manera productiva mitjançant una aplicació i anàlisi posteriors de l'equació de Lindblad. L'equació de Schrödinger tracta de vectors d'estat, que només poden descriure estats quàntics purs i, per tant, són menys generals que les matrius de densitat, que també poden descriure estats mixtes.

## Motivació
En la formulació canònica de la mecànica quàntica, l'evolució temporal d'un sistema es regeix per la dinàmica unitària. Això implica que no hi ha decadència i es manté la coherència de fases durant tot el procés, i és conseqüència del fet que es consideren tots els graus de llibertat participants. Tanmateix, qualsevol sistema físic real no està absolutament aïllat i interactuarà amb el seu entorn. Aquesta interacció amb graus de llibertat externs al sistema dona lloc a la dissipació d'energia a l'entorn, provocant la decadència i l'aleatorització de la fase. Més encara, entendre la interacció d'un sistema quàntic amb el seu entorn és necessari per entendre molts fenòmens observats habitualment com l'emissió espontània de llum dels àtoms excitats o el rendiment de molts dispositius tecnològics quàntics, com el làser.
S'han introduït determinades tècniques matemàtiques per tractar la interacció d'un sistema quàntic amb el seu entorn. Un d'ells és l'ús de la matriu de densitat i la seva equació mestra associada. Tot i que en principi aquest enfocament per resoldre la dinàmica quàntica és equivalent a la imatge de Schrödinger o la imatge de Heisenberg, permet incloure més fàcilment processos incoherents, que representen interaccions ambientals. L'operador de densitat té la propietat que pot representar una barreja clàssica d'estats quàntics i, per tant, és vital per descriure amb precisió la dinàmica dels anomenats sistemes quàntics oberts.

## Definició
L'equació mestra de Lindblad per a la matriu de densitat del sistema ρ es pot escriure com (per a una introducció pedagògica podeu consultar)
{\displaystyle {\dot {\rho }}=-{i \over \hbar }[H,\rho ]+\sum _{i}^{}\gamma _{i}\left(L_{i}\rho L_{i}^{\dagger }-{\frac {1}{2}}\left\{L_{i}^{\dagger }L_{i},\rho \right\}\right)}
on {\displaystyle \{a,b\}=ab+ba} és l'anticomutador, {\displaystyle H} és el sistema hamiltonià, que descriu els aspectes unitaris de la dinàmica, i {\displaystyle L_{i}} són un conjunt d' operadors de salt que descriuen la part dissipativa de la dinàmica. La forma dels operadors de salt descriu com actua l'entorn sobre el sistema i, finalment, s'ha de determinar a partir de models microscòpics de la dinàmica del sistema-entorn. Finalment, {\displaystyle \gamma _{i}\geq 0} són un conjunt de coeficients no negatius anomenats taxes d'amortiment. Caic {\displaystyle \gamma _{i}=0} es recupera l'equació de von Neumann {\displaystyle {\dot {\rho }}=-(i/\hbar )[H,\rho ]} descrivint la dinàmica unitària, que és l'anàleg quàntic de l'equació clàssica de Liouville.
De manera més general, l'equació GKSL té la forma
{\displaystyle {\dot {\rho }}=-{i \over \hbar }[H,\rho ]+\sum _{n,m}h_{nm}\left(A_{n}\rho A_{m}^{\dagger }-{\frac {1}{2}}\left\{A_{m}^{\dagger }A_{n},\rho \right\}\right)}
on {\displaystyle \{A_{m}\}} són operadors arbitraris i h és una matriu semidefinida positiva. Aquest últim és un requisit estricte per garantir que la dinàmica preservi traces i sigui completament positiva. El nombre de {\displaystyle A_{m}} operadors és arbitrari i no han de satisfer cap propietat especial. Però si el sistema ho és {\displaystyle N} -dimensional, es pot demostrar que l'equació mestra es pot descriure completament mitjançant un conjunt de {\displaystyle N^{2}-1} operadors, sempre que constitueixin una base per a l'espai d'operadors.
Com que la matriu h és semidefinida positiva, es pot diagonalitzar amb una transformació unitària u :
{\displaystyle u^{\dagger }hu={\begin{bmatrix}\gamma _{1}&0&\cdots &0\\0&\gamma _{2}&\cdots &0\\\vdots &\vdots &\ddots &\vdots \\0&0&\cdots &\gamma _{N^{2}-1}\end{bmatrix}}}

on els valors propis γi no són negatius. Si definim una altra base d'operador ortonormal
{\displaystyle L_{i}=\sum _{j}u_{ji}A_{j}}
Això redueix l'equació mestra a la mateixa forma que abans:
{\displaystyle {\dot {\rho }}=-{i \over \hbar }[H,\rho ]+\sum _{i}^{}\gamma _{i}\left(L_{i}\rho L_{i}^{\dagger }-{\frac {1}{2}}\left\{L_{i}^{\dagger }L_{i},\rho \right\}\right)}